# Fryxell (cráter)
Fryxell es un pequeño cráter de impacto lunar que se encuentra en medio del anillo interior occidental de los Montes Rook. Este cráter se encuentra en la cara oculta de la Luna, en el borde extremo de la zona de la superficie que a veces es visible desde la Tierra durante libraciones favorables, aunque al estar ubicado entre montañas prominentes,  se observa mucho mejor desde naves en órbita.
|  |  |

Esta formación es aproximadamente circular, aunque con una apariencia ligeramente poligonal. Presenta forma de cuenco, con un suelo del interior más oscuro y relativamente carente de rasgos distintivos. Las paredes interiores de Fryxell tienen un albedo más alto que el terreno circundante, y así aparece relativamente brillante.
Fryxell conmemora a Roald H. Fryxell, un geólogo estadounidense. Fue designado anteriormente como Golitsyna B, un cráter satélite de Golitsyn, antes de serle asignado su nombre actual por la UAI.